# Ластівка міська

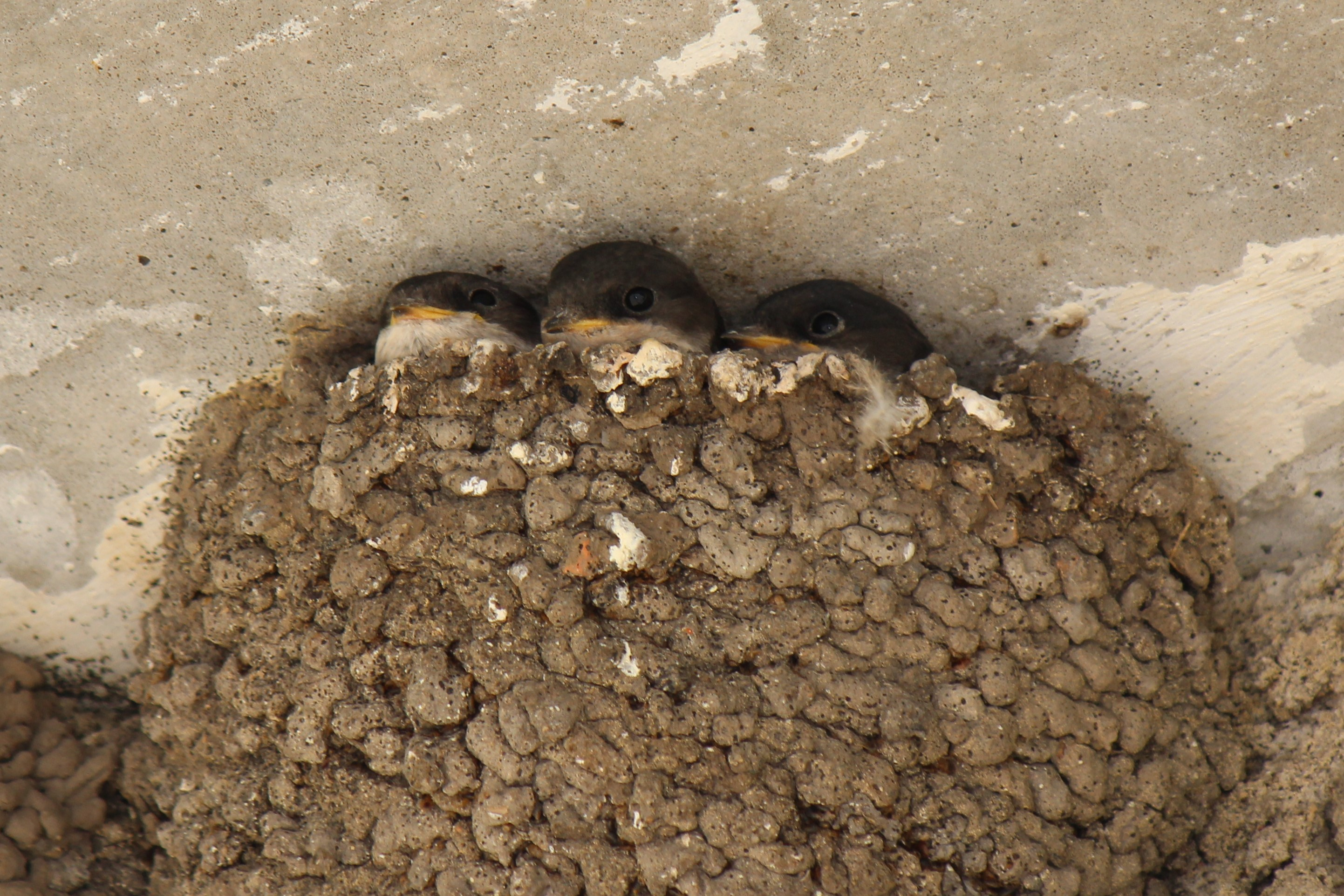
Дорослі пташенята

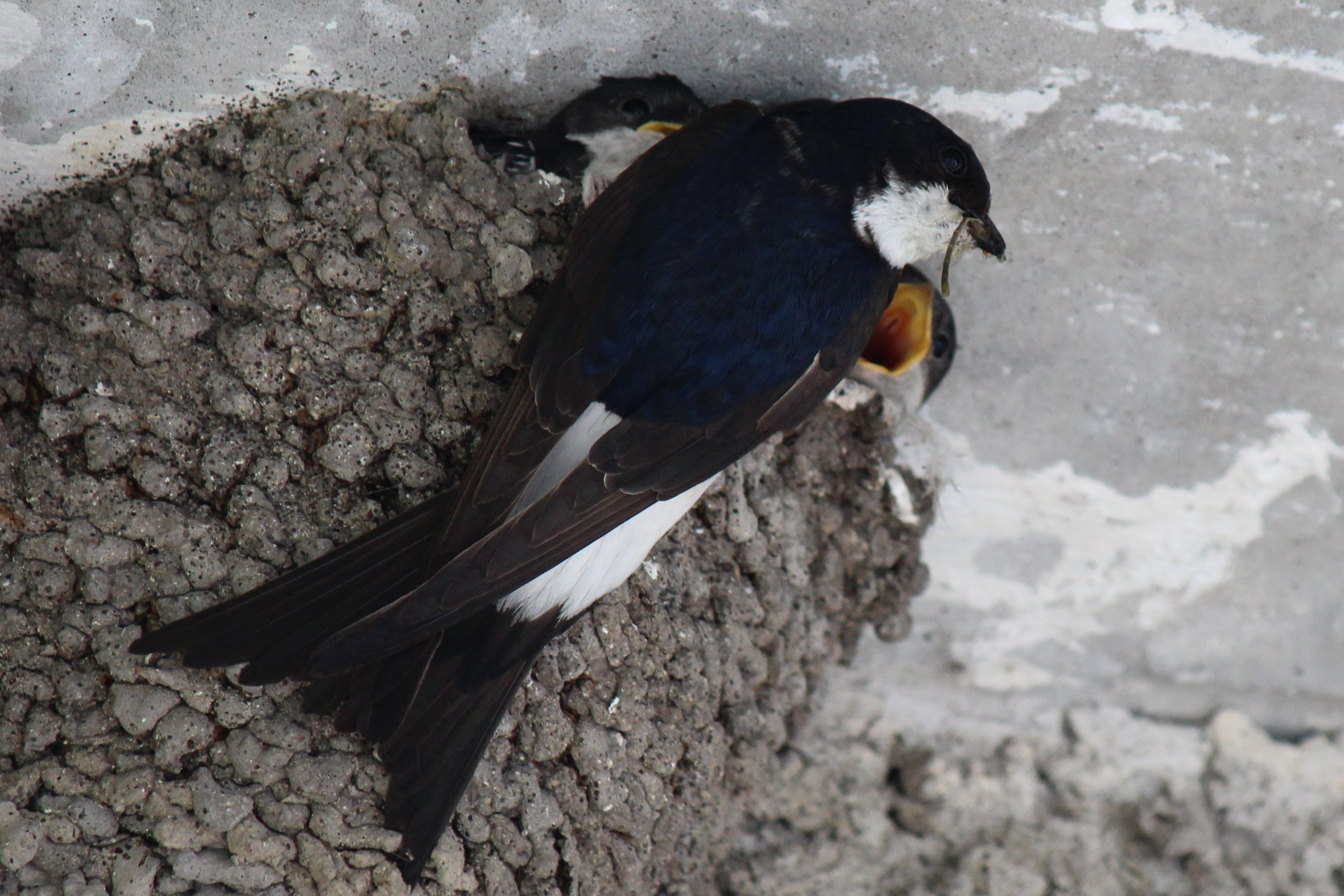
Годування

Ла́стівка міська́ (Delichon urbicum), або білогурка — дрібний птах з родини ластівкових (Hirundinidae), широко поширений в Європі, Північній Африці та помірних широтах Азії. Як і сизий голуб, первісно мешканець скель, цей птах легко адаптувався до життя у міських умовах. Це перелітний птах, що зимує в Африці південніше від Сахари і в тропічній Азії. Тримається зграями по берегах річок, на схилах гір, луках, містах із кам'яними будівлями — часто зграйки цих птахів можна побачити на дротах ліній електропередач. Харчується комахами, яких ловить у повітрі. Має зовнішню схожість з двома іншими видами роду Delichon — азійською і непальською міськими ластівками, що мешкають в Південній та Південно-Східній Азії.

## Опис

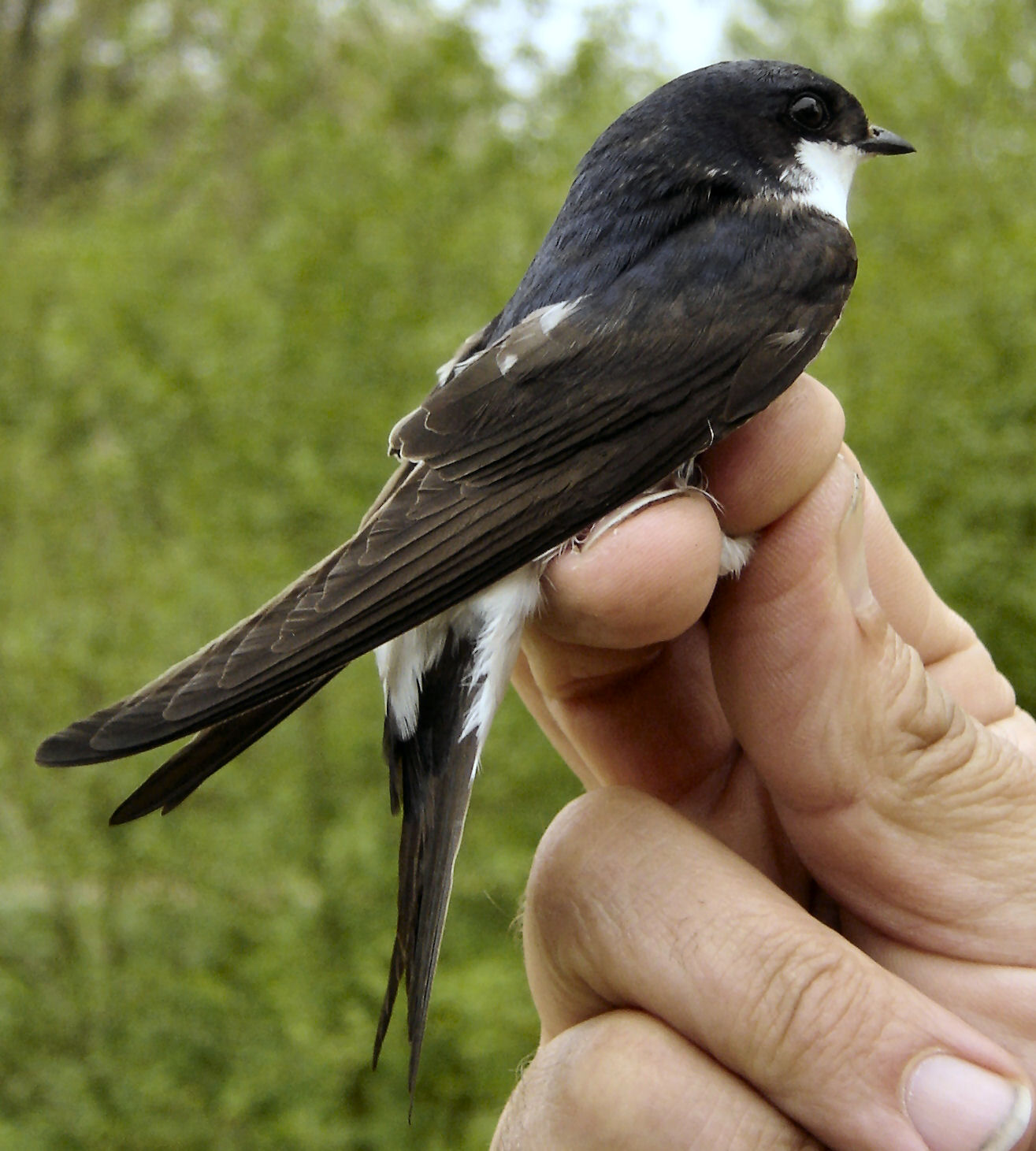
Міська ластівка зблизька

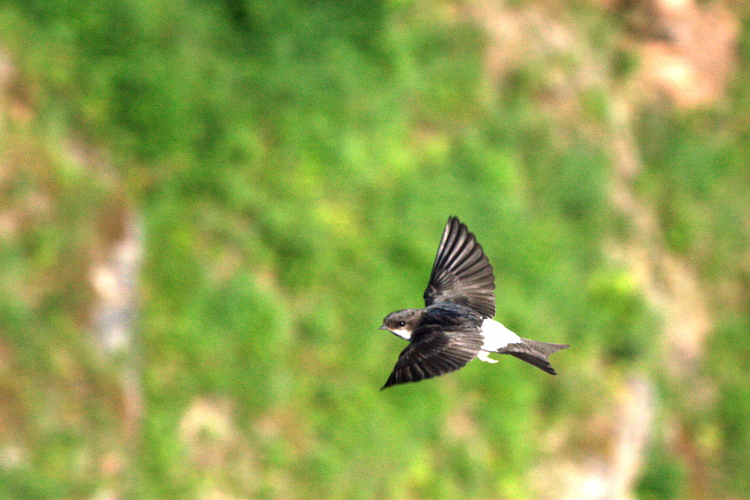
Міська ластівка в польоті

Статура тіла міської ластівки типова для всіх представників родини — витягнутий тулуб, довгі вузькі крила, злегка плеската голова і короткий дзьоб. Розміром вона трохи менша за горобця: довжина тіла 12—17 см, розмах крил 20—33 см, маса 18—19 г. Верх синювато-чорний із синім відливом, черево, нижня частина крила і надхвістя — чисто-білі. Хвіст майже без вилочки, лише з невеликим вирізом. Ноги повністю покриті білим пір'ям і пухом. Самці і самки зовні одне від одного не відрізняються. Молоді птахи схожі на дорослих, але тьмяніші, сірувато-чорні зверху і буро-білі знизу. Линяння у молодих і дорослих відбувається один раз на рік і досить тривале — із серпня до березня. При цьому восени змінюється дрібне оперення, а навесні велике.
У межах ареалу гніздування міську ластівку можна сплутати з іншими палеарктичними представниками родини — сільською, береговою і даурською ластівками. Від усіх цих видів міська ластівка виділяється суцільним білим низом, добре помітним під час польоту, і білим надхвістям. У Африці міська ластівка має деяку схожість із сірогузою ластівкою, яка проте має брудно-біліше забарвлення на череві, сіре надхвістя і глибокий виріз на хвості.
Політ спритний, але не настільки стрімкий, як у сільської ластівки. В повітрі птах робить у середньому 5,3 змахів крилами за секунду. Цей птах часто вокалізує, але володіє достатньо слабким і невиразним голосом. Частий заклик — дзюркотливий короткий звук «трік» або «чирр». Триваліший щебет є комбінацією тих же звуків.

## Поширення

### Ареал
Міська ластівка поширена на всій території Європи за винятком крайніх північних районів Скандинавії, Кольського півострова і на північ від 66-ї паралелі між Білим морем та Уральськими горами. У Сибіру піднімається на північ до 65° пн. ш. в долині річки Об та до 72° пн. ш;. в долині річки Лени; на тихоокеанському узбережжі Азії досягає середньої течії річки Анадир та північних берегів Охотського моря. Південна межа пролягає через Сирію, Ірак, південний Іран, південний Афганістан і південні схили Гімалаїв (Індія та Непал). В Африці гніздиться на північному заході континенту від західної Киренаїки на захід до Марокко і Атлаських гір.

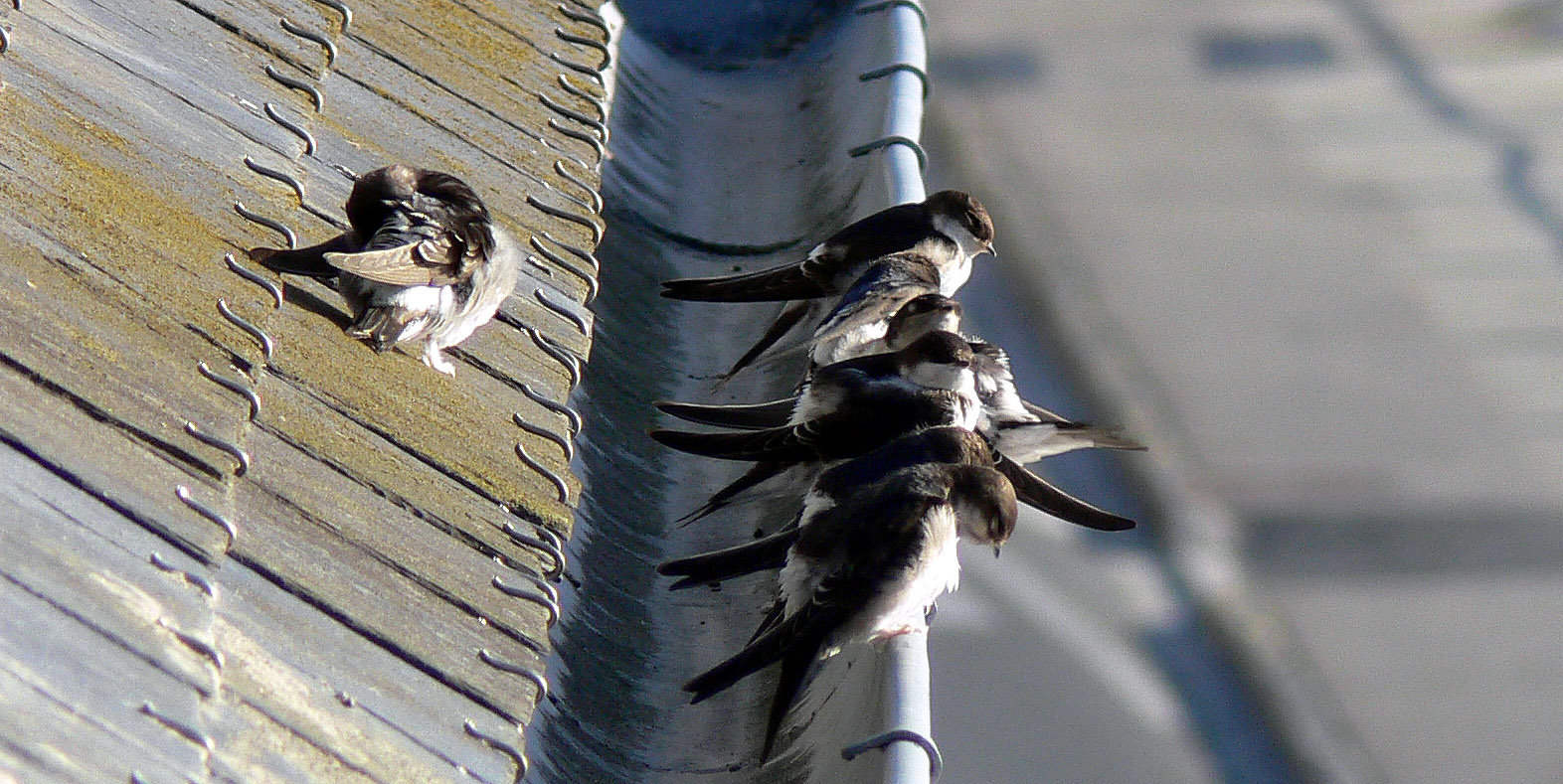
Міські ластівки на даху будівлі

### Місця проживання
У дикій природі міська ластівка зазвичай гніздиться у світлих скелястих печерах або міжгір'ях осадових порід, по берегах гірських річок. Зрідка займає гнізда берегових ластівок уздовж глинястих обривів. З виникненням людських поселень ластівки стали влаштовувати свої гнізда під дахами і карнизами будинків, віддаючи перевагу спорудам з кам'яною або цегляною кладкою — з цієї причини ця ластівка набагато поширеніша в містах, ніж у селах. Поступово ці птахи стали типово синантропним видом і дедалі рідше живуть за межами населених пунктів. В горах здатні мешкати на висотах до 2200 м над рівнем моря.
Кормові біотопи — відкриті простори з трав'янистою рослинністю: луки, пасовища та сільськогосподарські угіддя, зазвичай розташовані біля води. В порівнянні з іншими ластівками частіше тримається біля дерев, на яких відпочиває. У місцях зимової міграції зустрічається на аналогічних відкритих ландшафтах, проте в порівнянні із зимуючою сільською ластівкою, міська ластівка менш помітна, веде кочовий спосіб життя і літає на великих висотах. У тропіках (наприклад, у східній Африці й Таїланді), тримається головним чином на височинах.

### Міграційна поведінка
На всьому протязі ареалу міська ластівка — перелітний птах. Західні популяції зимують в Африці на південь від Сахари, східні на півдні Китаю, передгір'ях Гімалаїв і в Південно-Східній Азії. Міграцію здійснюють широким фронтом, як правило, у світлий час доби (хоча деякі особини переміщуються вночі). До місць гніздування зазвичай прибувають пізніше за інших ластівок, коли на деревах з'являється перша зелень. У Закавказзі з'являються в першій декаді квітня, на півдні України в середині квітня, на півночі України і в Прибалтиці в кінці квітня, в районі Санкт-Петербурга в першій половині травня, в Архангельську в другій половині травня. Осінній відліт в серпні — вересні, в зворотному порядку — чим північніше популяція, тим раніше птахи починають міграцію на південь. Відомі випадки випадкових зальотів на захід до Ньюфаундленду, Бермудських і Азорських островів, на схід до Аляски.
Під час міграції або після прибуття до місць гніздування відомі випадки масової загибелі, пов'язані з різким похолоданням. Так, 1974 року в Швейцарських Альпах було виявлено сотні тисяч загиблих птахів, що потрапили в умови заморозку і рясного снігопаду. При настанні холодів птахи збиваються в купу в якому-небудь затишному місці і впадають у заціпеніння, стають дуже млявими.

## Спосіб життя

### Розмноження

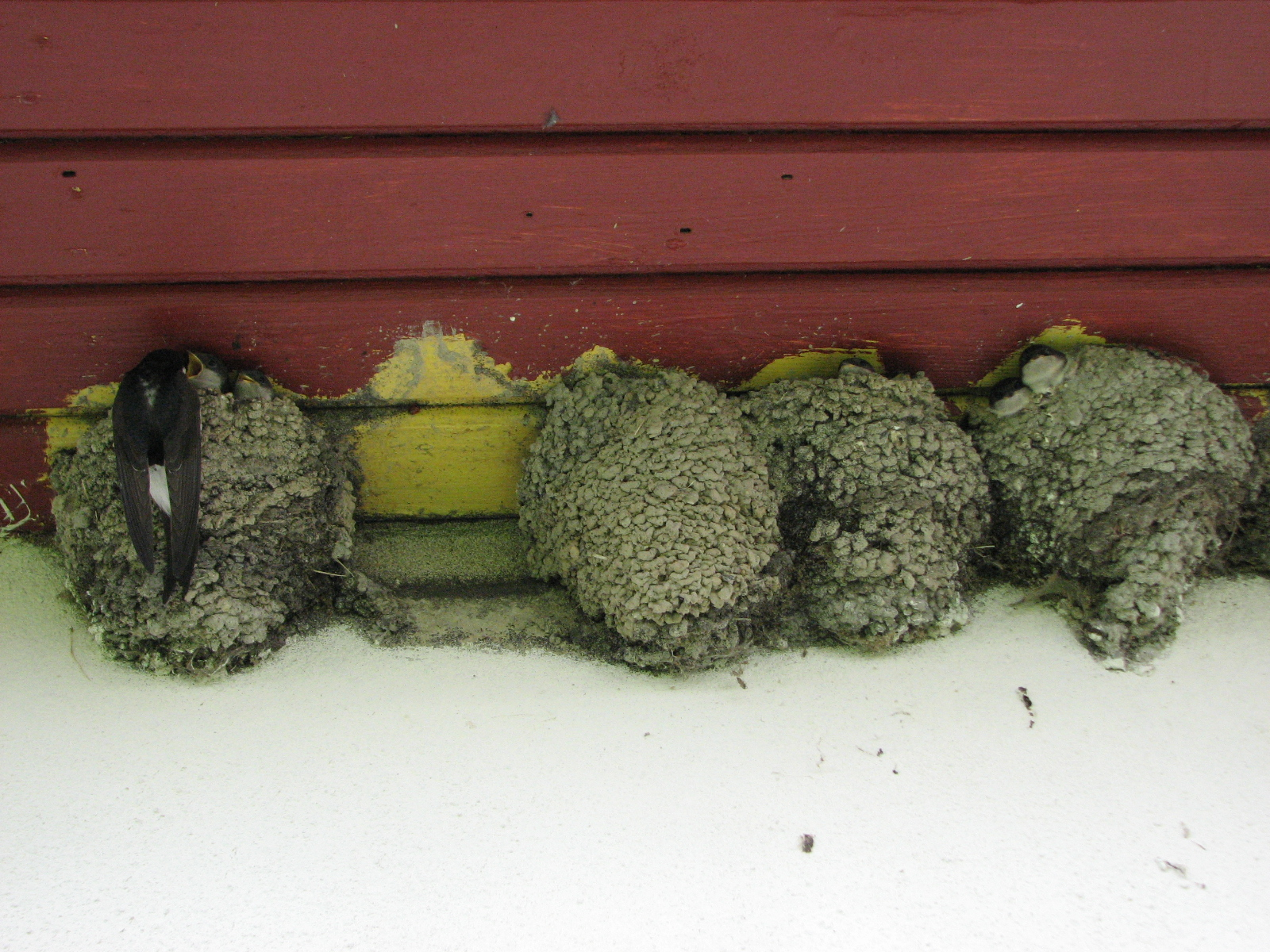
Гнізда міської ластівки

Пари утворюються на прольоті або усередині гніздової колонії і зберігаються протягом життя. Міські ластівки соціально моногамні, проте досить часто відомі випадки спаровування з членами іншої пари, внаслідок чого цей вид вважається полігамним. Дослідження, проведені шотландськими орнітологами, показали, що в 15 % випадків пташенята не мали генетичної спорідненості з передбачуваним батьком, а в 32 % випадків в гнізді знаходилося принаймні одне яйце, відкладене іншою самкою. Самці, закінчивши облаштування власного гнізда і давши самці відкласти яйця, часто виявлялися біля інших гнізд.
Час весняного прильоту сильно розтягнутий. У Європі ластівки з'являються в квітні — травні, будівництво гнізд починається з кінця березня на півночі Африки до середини червня в Лапландії. В природних умовах птах гніздиться в неглибоких кам'янистих печерах і розколинах конгломерату та ракушняку, часто по берегах річок. Іноді окремі пари приєднуються до колоній берегових ластівок, займаючи їх нори на глинистих обривах, заздалегідь розширивши вхід і частково заліпивши його грудками землі. З розвитком кам'яного будівництва більшість птахів перемістилися до міст, де влаштовують свої гнізда на стінах будинків і під мостами. На відміну від сільської ластівки, міські як правило використовують зовнішні стіни будівель, а не внутрішні приміщення сараїв, комор і стаєнь. При цьому перевага віддається спорудам з кам'яною або цегляною кладкою, і лише у разі їх відсутності дерев'яним будівлям.

Гніздо ластівки.

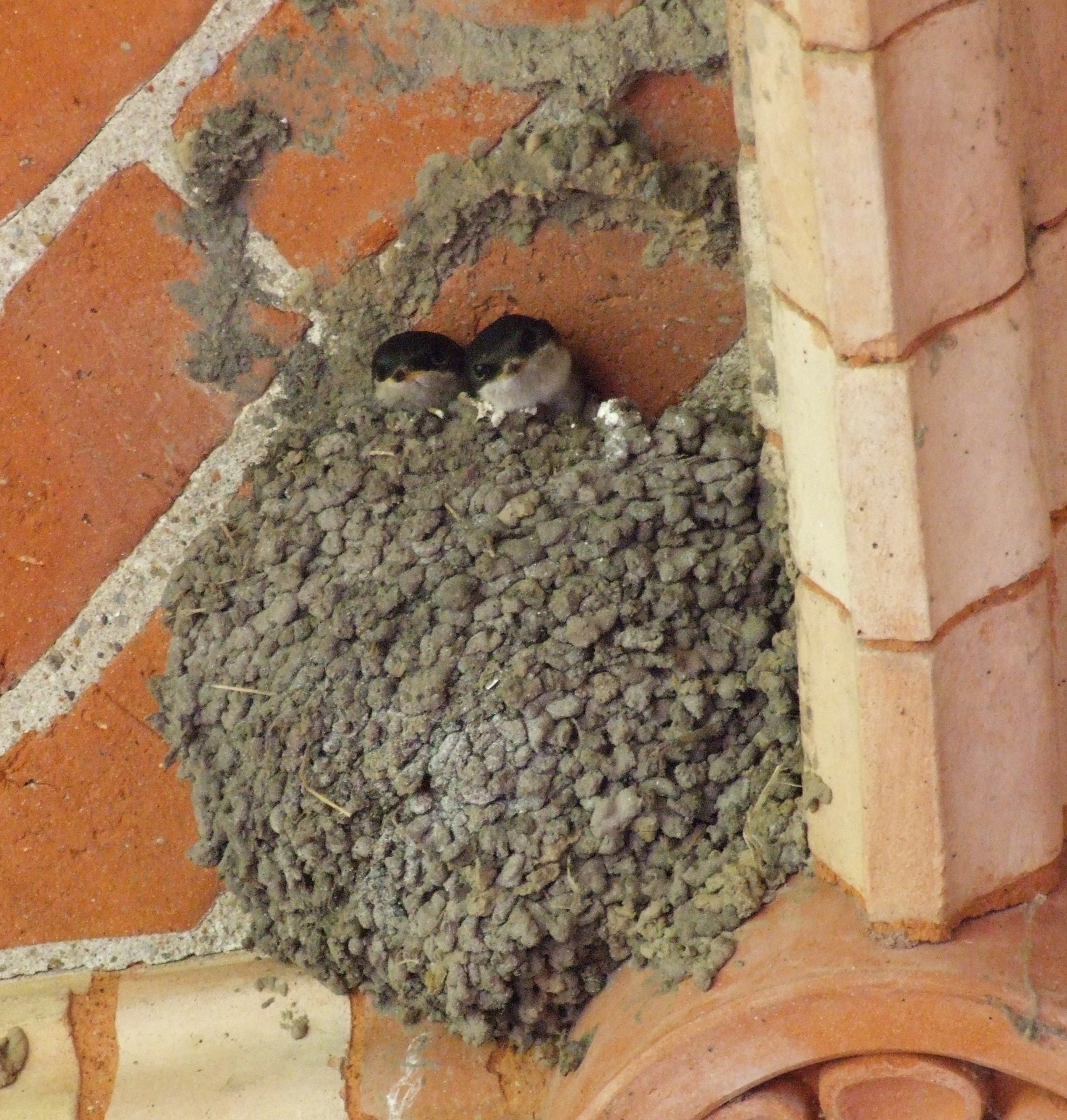
Пташенята, готові до польоту.

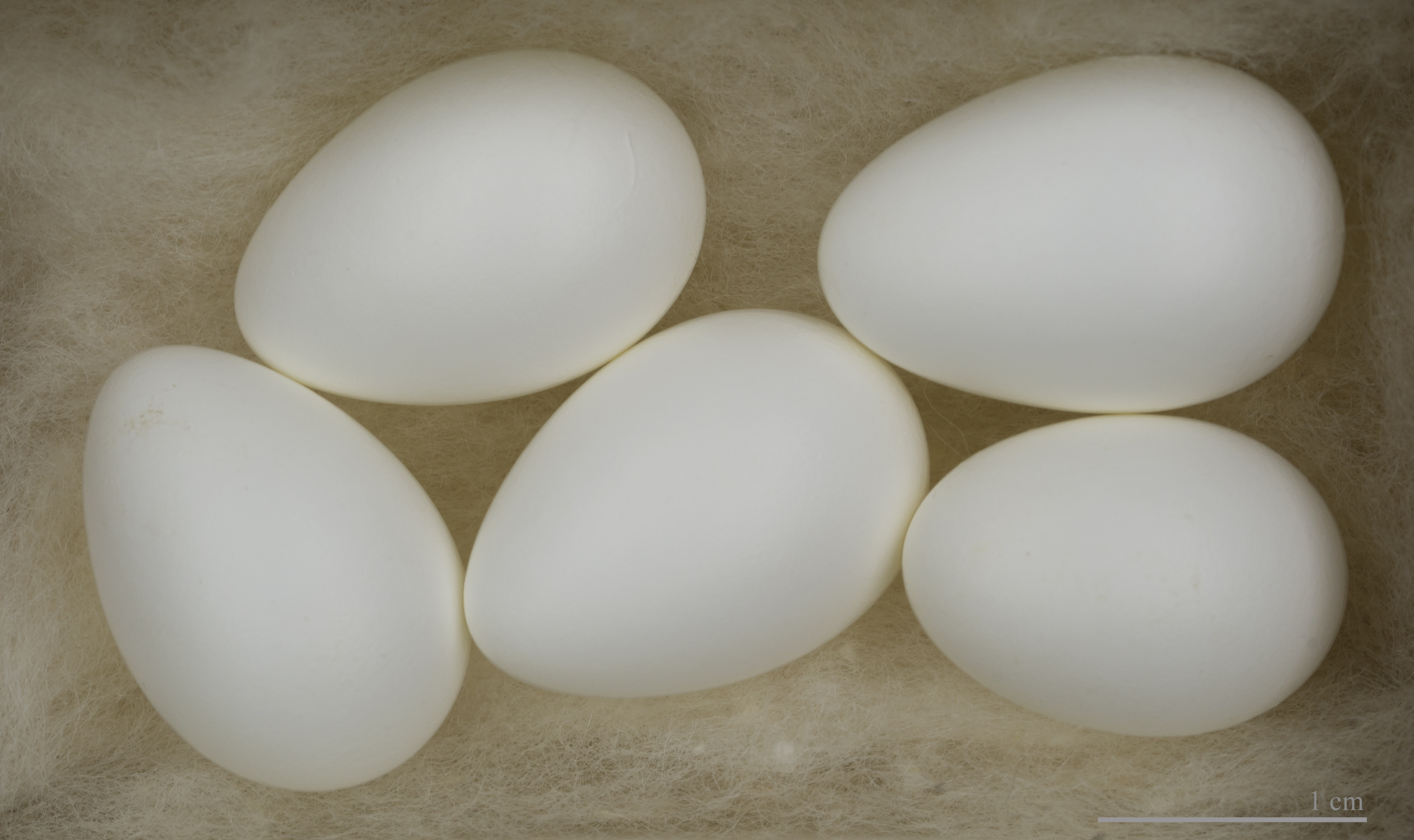
Delichon urbicum

Гнізда зазвичай будуються під яким-небудь навісом — дахом, віконним карнизом, рельєфною прикрасою. Відомі випадки облаштування гнізда на діючому поромі, при цьому птахи не звертали уваги на рух корабля і настирливу увагу пасажирів. Одне гніздо використовується парою протягом кількох років поспіль, за необхідності воно щорічно ремонтується і добудовується. Як правило, міська ластівка селиться колоніями від кількох особин до кількох десятків, зрідка — кількох сотень пар, іноді спільно з сільською і даурською ластівками. Гнізда часто розташовані впритул одне до іншого, так що під одним вікном може знаходитися кілька гнізд. Сусідні пари легко уживаються, охороняючи тільки безпосередньо власне гніздо.
Гніздо являє собою закриту півсферу з грудочок землі, прикріплену до стіни і стелі клейкою слиною. Діаметр гнізда 110—130 мм, висота 70—120 мм. У верхній частині сфери робиться невеликий вхід у вигляді щілини, а іноді до нього протягнута невелика трубка. Зсередини гніздо вистилається травою, шерстю та іншим м'яким матеріалом, який птах підхоплює на льоту. Самець і самка по черзі займаються облаштуванням гнізда, приносячи в дзьобі сирі грудки грязі і формуючи з них кулясту стінку. Іноді самки, що прибувають на місце гніздування першими, починають будівництво самостійно, не чекаючи самців. Біля незавершеного гнізда постійно чергує один з птахів пари, тоді як інший птах здобуває будівельний матеріал. У разі відсутності хазяїв гніздо охоче займають горобці, і тоді ластівкам доводиться відбудовувати його наново на новому місці. У готового гнізда розмір входу достатній для того, щоб в нього міг пролізти горобець. В процесі роботи робляться тривалі перерви, які у разі непогожої погоди можуть зайняти декілька днів, — вони необхідні, щоб земля підсохнула і не обвалилася під власною вагою. Все будівництво займає до 12—14 днів.
У сезон зазвичай дві кладки, хоча в північних частинах ареалу через коротке літо птахи можуть виводити потомство лише один раз. У разі загибелі первинної кладки самка відкладає повторно. Зазвичай кладка складається з 4—6 білих яєць без малюнка, розміром 19-20 х 13-14 мм і масою близько 1,7 г. Висиджує яйця переважно самка протягом 14-15 днів, а в дощове літо до 20 днів. При достатку комах самець приносить їй в гніздо корм, проте в непогожу погоду не встигає насититися сам, і самка час-від-часу вимушена вирушати на пошуки прожитку самостійно. Пташенята, що щойно вилупилися, абсолютно безпорадні і не в змозі розламати шкаралупу — це їм допомагають зробити батьки. Пташенята стають на крило у віці 22—32 днів, проте ще протягом тижня залежать від батьків. Іноді пташенята з першого виводку допомагають батькам вигодувати друге потомство.
Міська ластівка здатна схрещуватися з сільською, це відбувається частіше, ніж між будь-якими іншими види ряду горобцеподібних. Велика кількість подібних випадків змушує припустити велику генетичну спорідненість цих видів, більшу, ніж вважається зараз, що змусило би об'єднати роди Delichon і Hirundo.

### Живлення
Як і інші види ластівок, живляться комахами, за якими полює тільки в повітрі. У сезон розмноження зазвичай годується на висоті близько 21 м над землею, опускаючись услід за здобиччю нижче перед негодою або прохолодною погодою. Це необов'язково пов'язано з майбутнім дощем — теплого літнього вечора, коли біля поверхні землі збирається велика кількість комах, ластівки також літають низько. У дощ не полюють, а перечікують негоду в гніздах або закритих приміщеннях. Кормова територія, зазвичай, розташована в радіусі до 450 м від гнізда, як правило на відкритому місці — на луках, у річковій долині, на схилі гори, полі. Під час зимової міграції ластівки годуються набагато вище — на висоті близько 50 м над поверхнею землі і не прив'язані до якої-небудь конкретної ділянки.
Раціон складається переважно з дрібних комах — твердокрилих, двокрилих (мух, комарів, ґедзів, мошок), напівтвердокрилих (цикад та інших). Також полює на лускокрилих (метеликів) і прямокрилих. У невеликій кількості вживає в їжу павуків, що переносяться по повітрю. Бджіл та інших жалючих комах не чіпають. Здобич заковтують цілком, включаючи й жуків із твердим хітиновим покривом. Але навіть тоді перетравлення їжі проходить дуже інтенсивно.

### Природні вороги і паразити

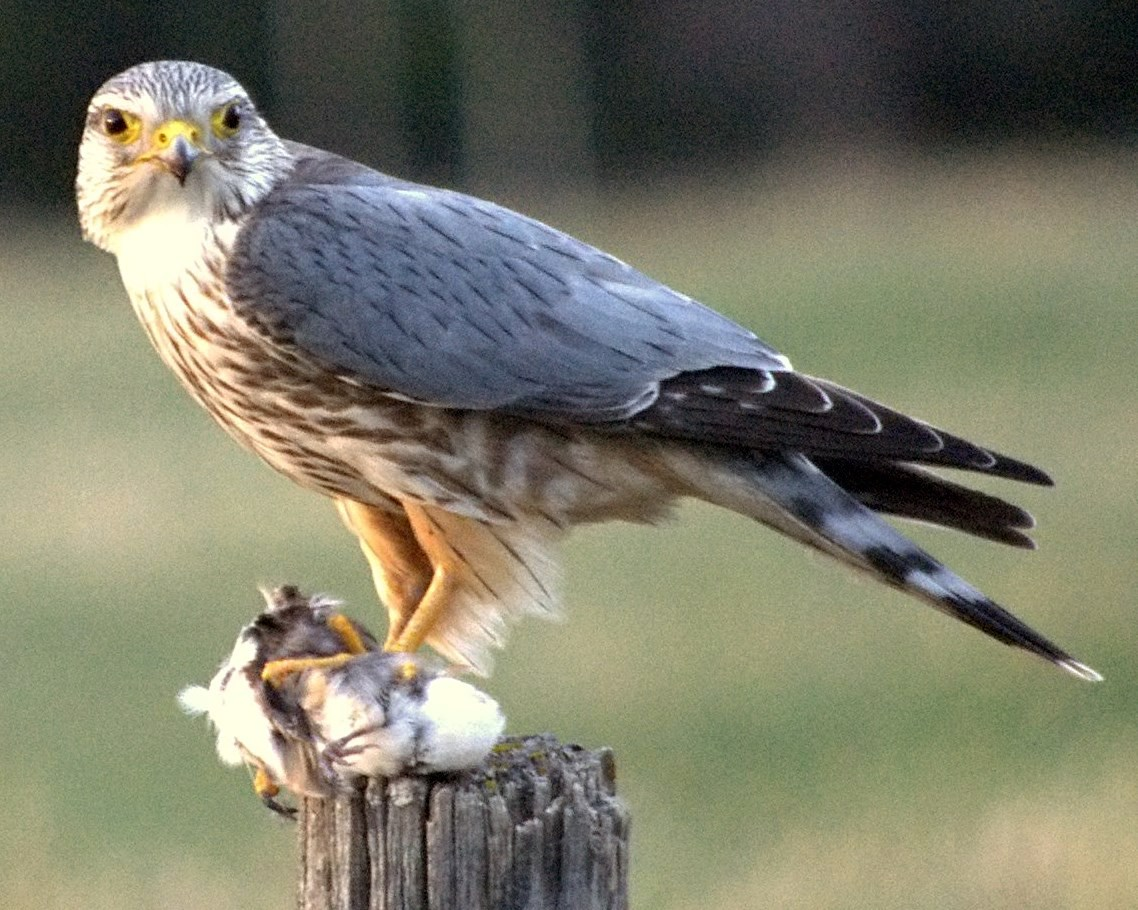
Малий підсоколик — природний ворог міської ластівки.

Найнебезпечнішим для міських ластівок є такий же швидкий, як і вони, малий підсоколик, що підстерігає здобич у повітрі. Завдяки своїм льотним якостям, міські ластівки легко уникають зустрічі з більшістю інших хижаків. Найуразливішими вони бувають на березі водоймищ, коли збирають грудочки болота для будівництва гнізда, тому, зазвичай, роблять це групою.
На тілі міських ластівок паразитують різні блохи і кліщі, зокрема, характерна тільки для цього виду блоха Ceratophyllus hirundinis. Одне дослідження гнізд міської ластівки, проведене у Польщі, виявило щонайменш 29 видів ектопаразитів, з яких найпоширенішими були C. hirundinis і клоп Oeciacus hirundinis. З ендопаразитів поширені Haemoproteus prognei («пташина малярія», переносниками якої є кровоссальні комахи, такі як комарі).

## Стан популяції і взаємодія з людиною

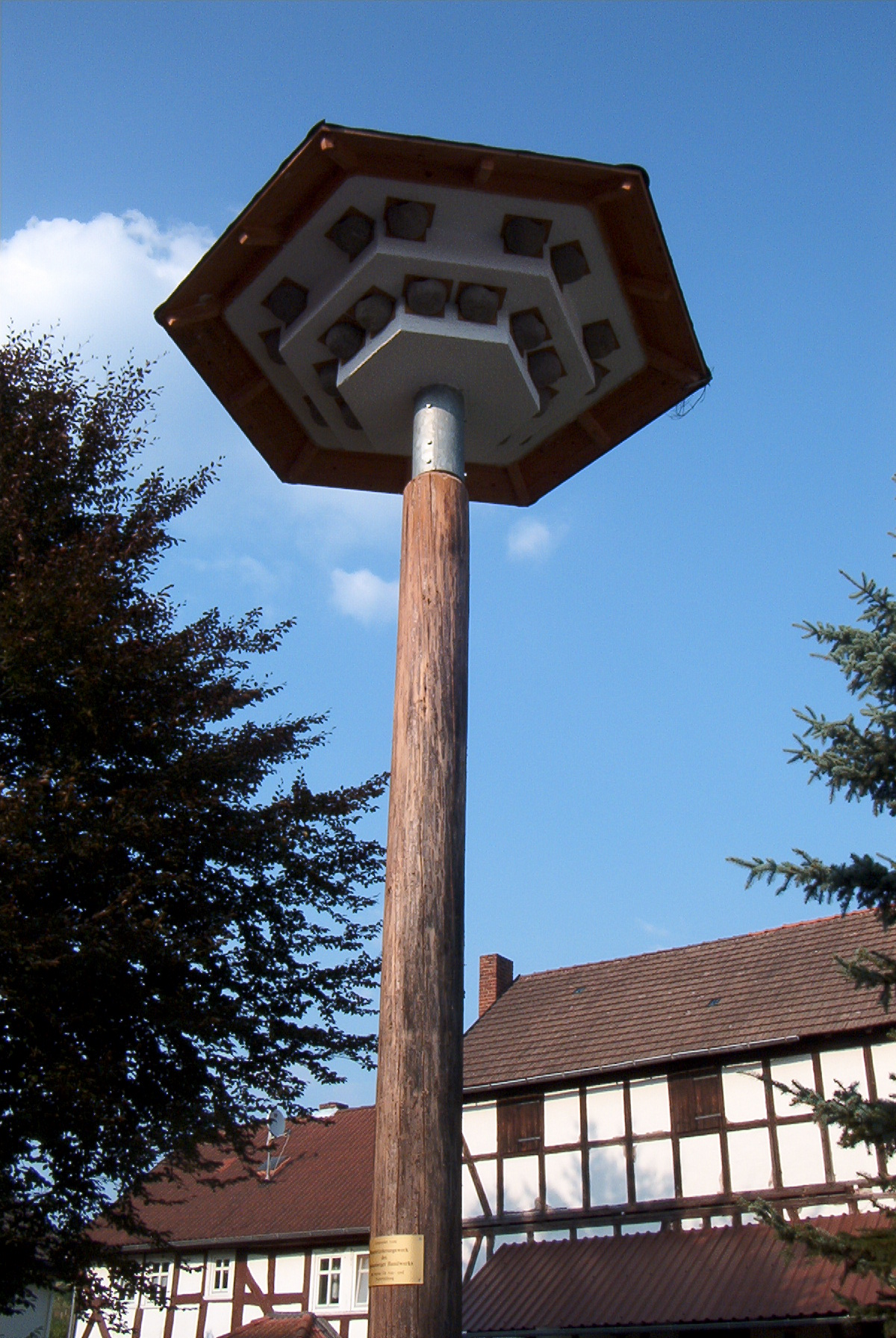
Штучні гнізда для міської ластівки у Бургвальді, Німеччина.

Міська ластівка мешкає на більшій частині північної Палеарктики — площа її розповсюдження становить близько 10 млн км². За оцінками, на території Європи гніздиться 20-48 млн особин. Розмір світової популяції не визначений, проте відомо, що він схильний до значних коливань. Через велику чисельність та значний ареал, природоохоронний статус в Червоному списку МСОП позначений як LC (під мінімальним ризиком). Вид також не включений до списку СІТЕС. Проте, в Центральній та Північній Європі починаючи з 1970-х років відмічено поступове скорочення чисельності популяції міських ластівок. Зокрема у Великій Британії у зв'язку з цим охоронний статус виду був підвищений до жовтого (посилена увага). Також вид охороняється Бернською конвенцією та урядами багатьох європейських та африканських країн, що, зокрема, забороняють знищення гнізд.
Як і деякі інші синантропні види тварин, міські ластівки тільки виграли від людської діяльності — вирубка лісів сприяла розширенню кормового ареалу, а будівництво міст дало достатньо безпечні місця для розмноження. На чисельність популяції впливають безліч чинників — наприклад, зведення нових будівель і посилювання законодавства по забрудненню повітря безумовно ведуть до збільшення популяції. З іншого боку, використання в сільському господарстві пестицидів, нестача мокрої землі (необхідної для будівництва гнізд) і конкуренція з хатнім горобцем відбивається на скороченні чисельності ластівок в межах населеного пункту. Через сукупність факторів у великих містах цей птах зазвичай не мешкає, віддаючи перевагу околицям та містам середнього розміру. Деякі з чинників також мають тимчасовий вплив, наприклад, прохолодна погода або відсутність дощів, що також приводять до зменшення чисельності.

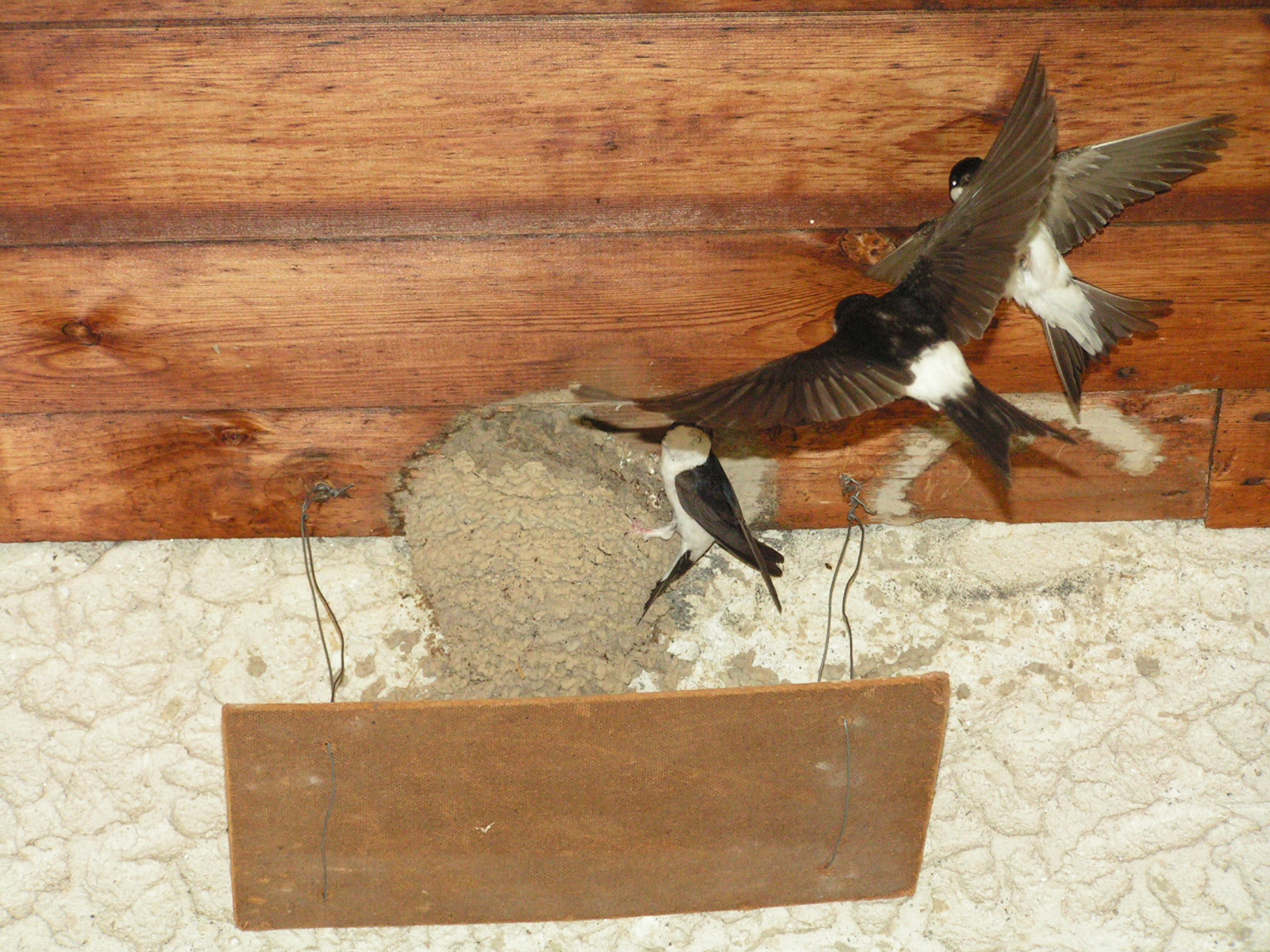
Гніздо міської ластівки з дошкою для збору посліду

Загалом містка ластівка розглядається людиною як корисна через знищення нею комах, через що люди зазвичай терплять гнізда, створені на їх будівлях. З іншого боку, накопичення посліду іноді приводить до знищення гнізд, хоча ця проблема може бути вирішена й прикріпленням дошки для збору посліду. У сучасних містах як будівельні матеріали часто використовуються гладкі бетонні, скляні та металеві поверхні, до яких важко прикріпити гніздо, що є одною з причин залишення птахом великих міст. Ця проблема часто вирішується створенням штучних місць гніздування для цього птаха.
Велике число гнізд міської ластівки було знищено в 2004 році, під час епідемії пташиного грипу. Це відбулося через інтуїтивне бажання захиститися від хвороби, хоча в дійсності переважна більшість випадків захворювання людини було викликано контактом зі свійськими птахами, а знищення ластівок, що полюють на кровоссальних комах, веде до розповсюдження ряду інших хвороб.

## Систематика
Міську ластівку вперше науково описав шведський натураліст Карл Лінней під назвою Hirundo urbica. Це він зробив 1758 року в 10-му виданні своєї «Системи природи». 1854 року американець Томас Горсфілд і британець Фредерік Мур помістили цей вид в окремий рід Delichon. Родова назва Delichon є анаграмою від давньогрецького слова χελιδών (читається як «хелідон»), що означає «ластівка». Видова назва urbicum (у складі роду Hirundo — urbica, змінена 2004 року згідно з правилами латинської граматики), перекладається з латині як «міський». Тобто, наукову назву можна перекласти як «міська ластівка» — та ж назва, що й українською мовою.
Рід Delichon нині об'єднує чотири види ластівок із синім верхом, білими низом і білим надхвістям. Його виділено з роду справжніх ластівок (Hirundo). Донедавна азійська міська ластівка (Delichon dasypus), що мешкає в гірських районах Центральної і Східної Азії, вважалася конспецифічною щодо міської ластівки і розглядалася як її підвид Delichon urbicum dasypus. Ще один вид роду Delichon непальська міська ластівка (Delichon nipalense) мешкає в гірських районах Південної Азії. Хоча всі три види дуже схожі один на одного, тільки у міської ластівки черево і надхвістя чисто білі. Сибірська міська ластівка (Delichon lagopodum), описана 1811 року відомим орнітологом і натуралістом Петером Сімоном Палласом, мешкає в Сибіру на схід від Єнісею, північної Монголії і північному Китаї та до 2021 року вважалась підвидом ластівки міської (D. u. lagopodum). 
Тепер виділяють два підвиди міської ластівки. Номінатівний підвид — європейська міська ластівка (D. u. urbicum) — населяє всю Європу, Північну Африку і Азію західніше Єнісею. Підвид D. u. meridionalis з країн Середземномор'я останнім часом все частіше визнається так званим «клином» європейського підвиду, тобто популяцією з поступовою зміною градієнта якої-небудь ознаки під впливом фізико-географічних чинників.

## Міська ластівка в культурі

Герб короля Англії Річарда II із зображенням п'яти мартлетів

В європейській літературі ластівки згадуються досить часто, правда, без уточнення конкретного виду. Найчастіше при цьому малася на увазі сільська ластівка. Відомо кілька стійких виразів, що символізують прихід весни, — «перша ластівка», «одна ластівка весни не робить». Останній вираз, що став прислів'ям, з'явився ще в Давній Греції — в байці Езопа «Марнотратник і ластівка», в якій розповідається про хлопця, що продав останній плащ, побачивши першу весняну ластівку. Проте холоди повернулися, і хлопець із ластівкою замерзли. Цей вираз також є у давньогрецького філософа Аристотеля в творі «Нікомахова етика»: «Адже одна ластівка не робить весни і один [теплий] день теж; так само ні за один день, ні за короткий час не робляться блаженними і щасливими».
Вільям Шекспір у трагедії «Макбет», як зрозуміло через опис гніздування птаха, також згадує саме міську ластівку, коли ватажок війська Банко описує достоїнства замку, звертаючись до короля Дункана (Акт I, Сцена VI). Слово martlet, яким Шекспір називає птаха, також може бути перекладене як «серпокрилець» (стриж), що викликає розбіжності в українському варіанті:
| А стриж, цей літній гість, Що під карнизом храмовим гніздиться, Нехибний знак, що дихає тут небо Спокоєм. В замку й виступу немає, Де ці птахи колисок не ліпили б Своїх висячих. Там же, де вони Гніздитись люблять, я давно помітив, Повітря чисте. (Переклад Бориса Тена і Віктора Гуменюка) Оригінальний текст (англ.) This guest of summer, The temple-haunting martlet, does approve By his loved mansionry that the heaven's breath Smells wooingly here. No jutty, frieze, Buttress, nor coign of vantage, but this bird Hath made his pendant bed and procreant cradle; Where they most breed and haunt, I have observed The air is delicate. |

Згаданий у Шекспіра птах мартлет (англ. martlet) також є стилізованим птахом, що використовується в англійській геральдиці, і що зазвичай асоціюється саме з міською ластівкою (хоча може мати риси інших ластівок або серпокрильців, крім того, на гербах він зображується без ніг). Цей птах є характерною ознакою гербів четвертих синів великого числа родин, у тому числі королівського дому Плантагенетів. Відсутність ніг означає неможливость приземлитися та походить через відсутність землі у молодших синів. Схожість з ластівками означає швидкість.

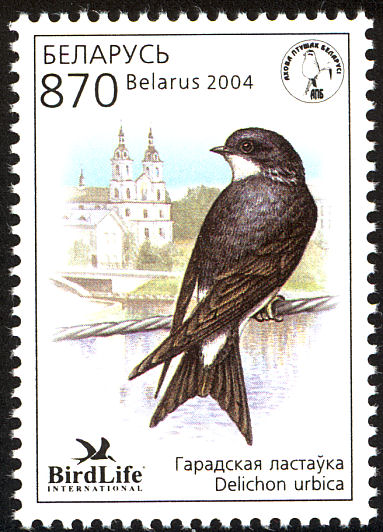
Міська ластівка на поштовій марці Білорусі, 2004 рік.

Міську ластівку оспівано у ліричному шедеврі раннього Максима Рильського (вірш включено до багатьох хрестоматій і антологій):
| Ластівки літають, бо літається, І Ганнуся любить, бо пора… Хвилею зеленою здіймається Навесні Батиєва гора. |

Міську ластівку оспівав і український рок-гурт Океан Ельзи у пісні, що називається «Ластівка з мого міста [Архівовано 31 грудня 2008 у Wayback Machine.]» з альбому «Там, де нас нема» (1999 рік).